# Slangenhoutstraat

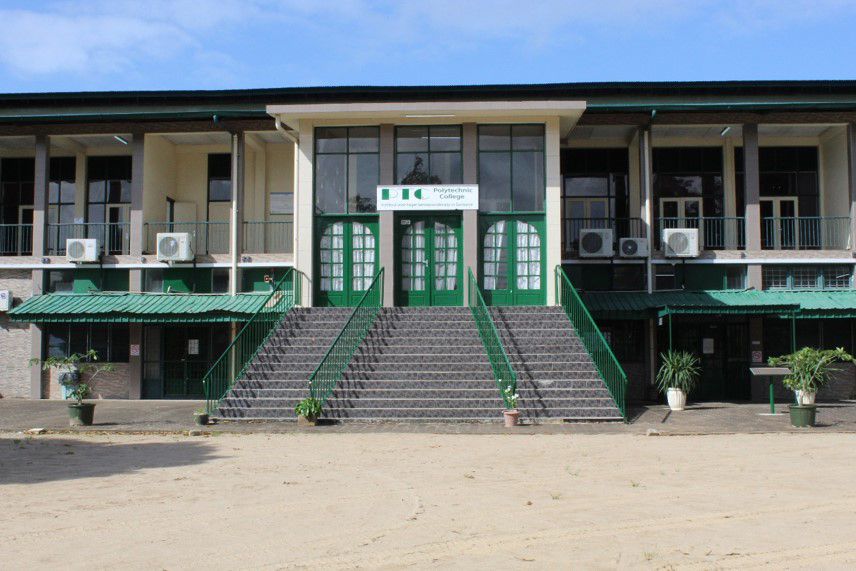
Polytechnic College Suriname in 2020

De Slangenhoutstraat, tot 1944 Kerkstraat, is een straat in Paramaribo van de Van het Hogerhuysstraat naar de rotonde met de Awaradam en het Oud Pad van Wanica.
In 1951 lag de straat op de grens van de districten Paramaribo en Suriname. Om te voorkomen dat de grenslijn dwars door percelen zou lopen, werd toen een correctie doorgevoerd.

## Straatnaam
In 1944 werd de naam gewijzigd van Kerkstraat in Slangenhoutstraat. Dit gebeurde tijdens de Tweede Wereldoorlog, onder invloed van het feit dat de Hernhutters (EGBS) van Duitse komaf waren. Ook andere straatnamen werden toen gewijzigd.

## Bouwwerken
Vanaf de Van het Hogerhuysstraat zijn er afslagen naar de Koffiedam, de Saronweg, de Calcuttastraat, Christophel Kerstenstraat en de Hernhutterstraat. Aan het eind buigt de straat naar links, naar het Oud Pad van Wanica. Dit gedeelte tot de brug over de Sarramaccadoorsteek heet nu Marietje & Aswa Mukristraat. Daar is ook een rotonde waar beide straten op uitkomen, evenals de straat Awaradam. Aan de straat bevinden zich onder meer de Saronkerk, het Polytechnic College Suriname en de Suriname National Training Authority.

### Monumenten
De volgende kerk in de Slangenhoutstraat staat op de monumentenlijst:
| Omschrijving | Bouwjaar   | Adres                   | Coördinaten                   | Objectnummer? | Afbeelding                    |
| ------------ | ---------- | ----------------------- | ----------------------------- | ------------- | ----------------------------- |
| Saronkerk    | circa 1900 | Slangenhoutstraat 97-99 | 5° 48' 17" NB, 55° 10' 44" WL | BPO 104       | Meer afbeeldingen Upload foto |